# Spaltenboden

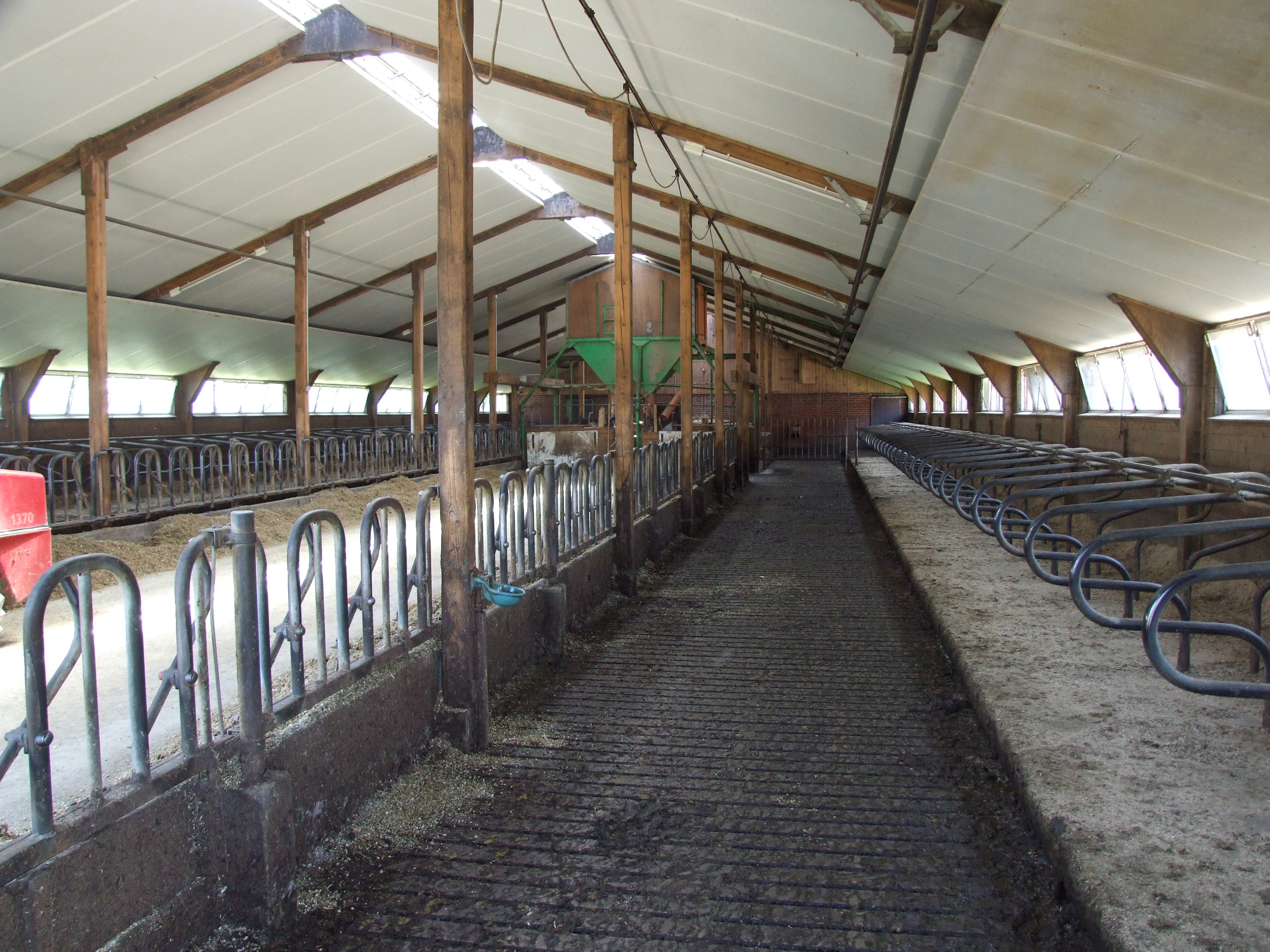
Spaltenboden in einem Boxenlaufstall für Milchvieh

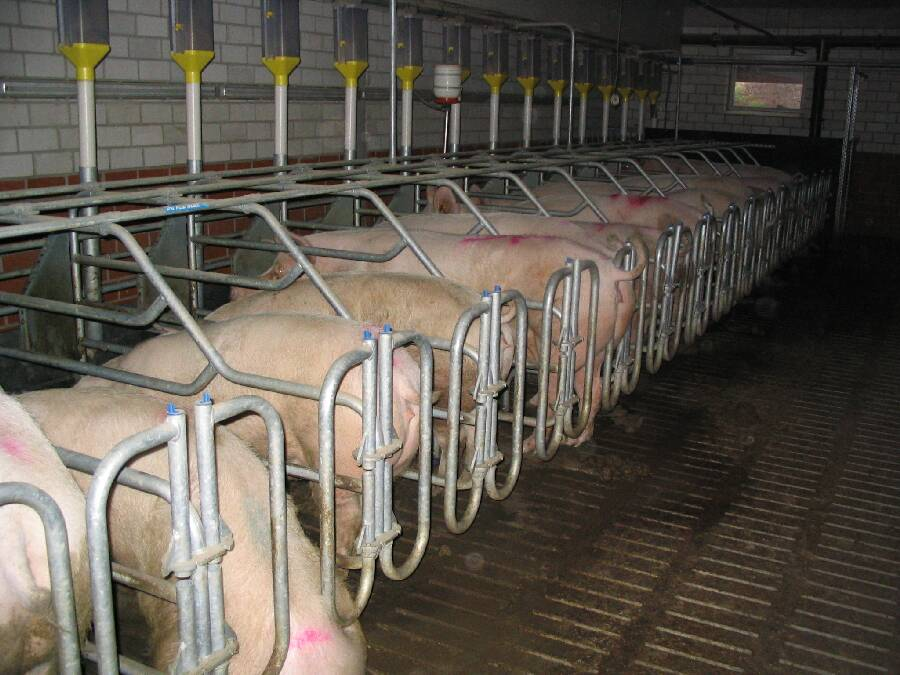
Sauen in Kastenställen auf Spaltenboden

Ein Spaltenboden in einem Rinder- oder Schweinestall besteht abwechselnd aus den Balken, der Auftrittsfläche für die Tiere, und schmalen Spalten, diese sind ein Durchlass für Kot und Harn.
Bei Teilspaltenböden ist nur der Bereich zum Koten und Urinieren mit Spaltenboden ausgestattet, der Fress- und Liegebereich kann zum Beispiel mit Stroh eingestreut sein. Beim Vollspaltenboden dagegen ist der gesamte Fress-, Liege- und Laufbereich mit Spaltenboden ausgestattet.

## Gesetzliche Regelungen in Deutschland

### Schweine
In der sog. Schweinehaltungsverordnung (seit 2001 TierSchNutztV, Abschnitt 5 „Anforderungen an das Halten von Schweinen“) sind die genauen Anforderungen an Spaltenböden beschrieben. So dürfen die Schweine nicht mehr mit Kot und Harn in Berührung kommen. Ebenso muss ihnen ein trockener Liegebereich zur Verfügung stehen.
Die Spaltenweite bei Schweinen unter 125 kg darf maximal 18 mm betragen und bei Schweinen über 125 kg maximal 20 mm. Ebenso muss die Auftrittsbreite der Balken mindestens der Spaltenweite entsprechen; bei Betonspaltenböden muss sie 80 mm betragen.

### Rinder
In der Tierhaltungsverordnung für Kälber (seit 2001 TierSchNutztV, Abschnitt 2 „Anforderungen an das Halten von Kälbern“) ist festgeschrieben, dass die Liegefläche bei Kälbern eingestreut sein muss. Darüber hinaus darf die Spaltenweite im Lauf- und Fressbereich maximal 25 mm betragen, wobei die Auftrittsbreite der Balken mindestens 80 mm betragen muss.

## Gesetzliche Regelungen in Österreich

### Schweine
Die Spaltenbreite bei Betonspaltenböden ist bei Mastschweinen mit 18 mm, bei Sauen und Ebern mit 20 mm, bei Absetzferkeln mit 13 mm und bei Saugferkeln mit 10 mm nach oben begrenzt. Die minimale Auftrittsbreite beträgt 80 mm, bei Ferkeln lediglich 50 mm.

### Rinder
Bei Rindern bis 200 kg beträgt die maximale Spaltenbreite 25 mm, bei Rindern über 200 kg 35 mm und bei Mutterkühen mit Kälbern beträgt die Grenze 30 mm.

### Verbot von Vollspaltenböden
Die Haltung auf Vollspaltenböden ist für Anlagen, die ab Anfang 2023 neu errichtet werden, in Österreich generell verboten. Die vorgesehene Übergangsfrist bei Bestandsanlagen bis 2040 wurde Anfang 2024 vom Verfassungsgerichtshof als wettbewerbsverzerrend und allgemein zu lange qualifiziert und deshalb aufgehoben.

## Reinigung
Fällt der Kot der Tiere auf den Spaltenboden, rutscht nur ein kleiner Teil durch die Spalten in den Güllekeller bzw. die Güllekanäle. Damit auch die Reste aus den Laufwegen der Tiere verschwinden und die Wege wieder abtrocknen können, überfährt man mit dem sogenannten Spaltenschieber den Laufweg, auf dem der Kot liegt und schiebt diesen durch die Spalten hindurch.
Alternativ gibt es automatische Spaltenschieber. Das sind an Ketten montierte Bretter oder Bleche, die zeitintervallgesteuert automatisch den Stallboden abfahren.